# Albert Salmi
Albert Salmi (Brooklyn, Nova York, 11 de març de 1928 − Spokane, Washington, 22 d'abril de 1990) va ser un actor estatunidenc.

## Biografia
Albert Salmi va néixer al barri de Brooklyn, a la ciutat de Nova York, en el si d'una família d'immigrants finlandesos. Després d'un període en l'exèrcit dels Estats Units, va reprendre la seva carrera estudiant el sistema d'actuació anomenat El Mètode amb Lee Strasberg.
El 1955, Salmi va protagonitzar l'obra Bus Stop en el circuit de Broadway, participà en la gira de l'obra, s'enamorà i es casà amb l'antiga estrella infantil Peggy Ann Garner el 16 de maig de 1956. El matrimoni va tenir una única filla, Catherine Ann Salmi, morta el 1995, als 38 anys, a causa d'una malaltia cardíaca.
Salmi va debutar en el cinema amb el paper de Smerdjakov en el film de 1958 Els germans Karamazov, amb Yul Brynner, Lee J. Cobb, William Shatner, i Richard Basehart. La següent pel·lícula de Salmi va ser The Bravados, producció en la qual encarnava un dels malvats caçats per Gregory Peck. Per la seva actuació en tots dos films, el National Board of Review va premiar Salmi amb el premi NBR al millor actor de repartiment.
En l'àmbit televisiu va tenir diversos papers memorables en la sèrie Dimensió desconeguda, en els lliuraments "Of Late I Think of Cliffordville","A Quality of Mercy" i "Execution". Entre les seves actuacions per a la TV, en figuren les següents: paper del pirata Alonzo P. Tucker en Perduts a l'espai; actuació en un episodi de Gunsmoke encarnant un assassí; paper de bandoler convertit en frare franciscà en un capítol d'"El virginià"; en un capítol de 1960 de Have Gun – Will Travel va interpretar un intrèpid sacerdot. Altres produccions en les quals va treballar van ser Naked City, Combat!, Bonança, The Big Valley, The Legend of Jesse James, Custer, Petrocelli, The Eleventh Hour, The Road West, Knight Rider, Terra de Gegants, Alfred Hitchcock Presents (capítol The Jokester) i moltes d'altres, entre les quals mereix esmentar-se la sèrie de curta trajectòria de James Franciscus The Investigators (1961). A més, el 1980 va actuar al costat de David Carradine en la pel·lícula de tema aeronàutic Cloud Dancer.
Un moment destacat en la carrera de Salmi, en aquest cas com a actor teatral, va arribar el 1968 en ser triat per actuar en l'obra d'Arthur Miller The Price, la qual va ser representada en el circuit de Broadway i a Londres.
Salmi i Garner es van divorciar el 13 de març de 1963. Just en aquesta època iniciava el seu paper com el còmic Yadkin en la sèrie de televisió Daniel Boone, interpretada per Fess Parker.
Posteriorment, es va casar amb Roberta Pollock Taper, amb la qual va tenir dues filles. El 1990, tots dos van ser trobats morts per trets d'arma de foc al seu domicili a Spokane (Washington). Segons la policia, Salmi, que en l'època estava separat de la seva esposa i que sofria una severa depressió, va disparar a la seva dona i se suïcidà a continuació. Les restes de Salmi van ser incinerades, i les cendres dipositades en el cementiri Greenwood Memorial Terrace de Spokane.

## Filmografia
Filmografia:
- 1958: Els germans Karamazov (The Brothers Karamazov): Smerdjakov
- 1958: Bravados: Ed Taylor
- 1960: Riu Salvatge (Wild River): Hank Bailey
- 1960: Els que no perdonen (The Unforgiven): Charlie Rawlins
- 1964: L'Outrage (The Outrage): Xèrif
- 1967: The Flim-Flam Man d'Irvin Kershner: Diputat Meshaw
- 1967: L'hora de les pistoles (Hour of the Gun): Octavius Roy
- 1967: Matt Helm acorralat (The Ambushers): José Ortega
- 1968: Three Guns for Texas: Cletus Grogan
- 1970: Menace on the Mountain(TV):Poss Timmerlake
- 1970: The Andersonville Trial (TV): James Gray
- 1971: Something Big: Jonny Cobb
- 1971: En nom de la llei (Lawman) de Michael Winner: Harvey Stenbaugh
- 1971: The Deserter: Schmidt
- 1971: Escape from the Planet of the Apes: E-1
- 1971: Forn Rode Out
- 1972: Kung Fu (TV): Raif
- 1972: The Manhunter (TV): Rafe Augustine
- 1973: Female Artillery (TV): Frank Taggert
- 1973: Winesburg, Ohio (TV): Tom Willard
- 1973: Els carrers de San Francisco (TV) - Temporada 1, episodi 22 (The House on Hyde Street): Joe Rudolph
- 1974: Night Games (TV): Pete Toley
- 1974: The Take de Robert Hartford-Davis: Dolek
- 1974: Petrocelli (sèrie TV): Pete Ritter
- 1974: A Place Without Parents
- 1974: The Crazy World of Julius Vrooder: Splint
- 1974: The Legend of Earl Durand: Jack McQueen
- 1975: Truckin
- 1976: Once an Eagle (fulletó TV): Sen. Bert McConnadin
- 1977: Black Oak Conspiracy: Xèrif Otis Grimes
- 1977: Moonshine County Express: Xèrif Larkin
- 1977: Viva Knievel!: Cortland
- 1977: L'imperi de les formigues (Imperi of the Ants): Xèrif Art Kincade
- 1977: Harold Robbins' 79 Park Avinguda (fulletó TV): Peter Markevich
- 1978: Greatest Heroes of the Bible (I grandi eroi della Bibbiaspan) (fulletó TV): Har-Gatep
- 1979: The Sweet Creek County War: George Breakworth
- 1979: Love and Bullets: Andy
- 1979: Steel: Tank
- 1979: Undercover with the KKK (TV): Lester Mitchell
- 1980: Cuba Crossing: Delgato
- 1980: The Great Cash Giveaway Getaway (TV): Hicks
- 1980: Portrait of a Rebel: The Remarkable Mrs. Sanger (TV): Haywood
- 1980: Cloud Dancer: Ozzie Randolph
- 1980: Brubaker: Rory Poke
- 1980: Caddyshack: Mr. Noonan
- 1981: The Guns and the Fury: Coronel Liakhov
- 1981: Burned at the Stake: Capità Billingham
- 1981: Dragonslayer: Greil
- 1981: St. Helens: Clyde Whittaker
- 1982: I'm Dancing as Fast as I Can: Ben Martin
- 1982: Thou Shalt Not Kill (TV): Hugh Grover
- 1982: Superstition: Inspector Sturgess
- 1982: Lluitant pel meu fill (Love Child) de Larry Peerce: Capità Ellis
- 1984: Best Kept Secrets (TV): Ed Dietz
- 1984: Hard to Hold: Johnny Lawson
- 1984: Fatal Vision (TV): Jutge Dupree
- 1986: Dress Gray de Glenn Jordan (Telefilm): Sergent Oliphant
- 1986: Born American: Emissari
- 1988: Jesse (TV): Xèrif Bill Sommers
- 1989: Billy the Kid (TV): Mr. Maxwell
- 1989: Un lladre i mig (Breaking In): Johnny Scot, jugador de poker
- 1989: Till We Meet Again (fulletó TV)